# Кук, Джон (прокурор)
Джон Кук (англ. John Cook; 1608 — 16 октября 1660, Тайберн) — английский юрист, генеральный солиситор Англии и Уэльса в 1649—1650 гг. Был главным обвинителем на суде, приговорившем короля Карла I к смертной казни.

## Биография
Его родители Исаак и Элизабет Кук были фермерами в Лестершире. Получил образование в Уодхэм-колледже при Оксфордском университете и в Грейс-Инне.
После окончании учёбы в течение двух лет работал в Ирландии, а затем путешествовал по Европе.
В 1641 году вернулся в Лондон, где был адвокатом Томаса Уэнтуорта, графа Страффорда, когда тот был обвинён в государственной измене. В последующие годы Кук занимался публикацией брошюр, которые пропагандировали новые правовые и социальные реформы.
В январе 1649 года был главным обвинителем на суде над королём Карлом I, составил против него обвинительный акт. После казни короля в течение года занимал пост генерального солиситора Англии и Уэльса.
В марте 1650 года был отправлен в Ирландию, где работал судьёй в Манстере, проявив в этой должности высокое рвение в работе.
В феврале 1660 года был арестован и посажен в Тауэр. После реставрации монархии престол занял сын казнённого короля Карл II, который потребовал наказания для виновников смерти отца. Кук предстал перед судом, который осудил его как государственного изменника и приговорил к смертной казни. 16 октября 1660 года был казнён в Тайберне вместе с проповедником Хьюгом Питером через повешение, потрошение и четвертование.

## Семья
Был дважды женат, от первого брака имел сына, имя которого неизвестно. От второго брака с Мэри Чонер у него была дочь Фрилав (1660—ок.1693).